# 제주잠녀항쟁
제주잠녀항쟁(濟州潛女抗爭)은 1932년 당시 제주도 해역에서 일본인 자본가·선주(船主)의 제주 해역에서의 횡포와 이들과 결탁해 비호하고 방조하며 잠녀(해녀)들을 부당하게 착취하는 것을 방관하고 묵인해 왔던 일본 제국과 어업조합의 비리에 맞서 일으킨 항일봉기 및 노동투쟁이다.

## 개요
1932년 1월 12일, 당시 신임 제주도사(겸 제주어업조합장) 다구치 데이키(田口禎熹)가 초도 순시차 세화리에 도착하는 시점을 맞춰 구좌면 동부의 잠녀 1천 명이 항의시위를 벌였다. 항의의 내용은 조업 과정에서의 부당한 착취를 근절시켜 달라는 것이었다.
일본 경찰은 부춘화(하도리), 김옥련(하도리) 등 봉기를 주도한 잠녀 20명을 체포, 구금하였는데, 1월 24일에 다시 잠녀 5백 명이 잡혀간 동료 잠녀를 구하러 세화지서로 몰려가 구금된 잠녀의 해방을 요구하며 항의시위를 전개했다. 이때 세화지서의 경찰 한 명이 부상을 당했고, 잠녀들은 순사를 모자를 뺏고 제복을 찢는 등 충돌이 격해졌으며 잠녀측에서도 부상자가 발생하였다. 일본 경찰은 제주 각처의 경관을 총소집하고, 전남에 급보해 전남 경찰부 경부보 이하 32명의 경관이 그 날 밤 11시 경비선 긴코마루(金剛丸)을 타고 목포에서 제주로 급파되었다.
26일 새벽 세 시경, 이어 우도(牛島)에서도 경찰 40여 명이 우도로 들어와 잠녀 30여 명을 체포, 우도 서창에서 배에 태워 제주 본도로 압송하려는 것을 우도 잠녀 8백 명이 나서서 일본 경찰을 에워싸고 저항, 잡혀가는 잠녀를 구해내려 하였다. 경찰은 잠녀들을 향해 공포탄 14발을 쏘아 진압했고 이면에서 잠녀들을 선동한 혐의를 물어 민중협의회원 40명을 다시 체포했는데, 이들에 대해서도 잠녀들은 다시 산발적인 탈환 시도를 벌였다. 27일 오후 7시경 다시 1백 명의 잠녀들이 세화리 주재소에 들어와 잡혀간 잠녀들을 풀어줄 것을 요구하고 나섰다.
제주도에는 대대적인 검거선풍이 불어 50명이 검거되었다. 모슬포에서 검거된 오대진, 김태훈, 주성철, 김류환, 김민화 외 19명은 긴코마루를 통해 5월 14일 오전 10시 목포에 도착해 곧장 목포형무소에 수감되었다. 일본 경찰 당국은 이들의 죄목이나 혐의를 극비에 부쳤다.

## 배경

### 제주도의 경제와 잠녀
잠녀(潛女)는 해녀(海女)를 가리키는 다른 말로 전통적으로 제주에서 더 많이 쓰던 말이다. 즉 바다에 들어가 직접 전복 등의 해산물을 채취하는 여성을 가리키는 말로, 이러한 어업은 전통적으로 목축업과 함께 제주 지역의 경제를 책임지는 한 축이었다. 1890년대 이후 일본의 대한 어업 침탈은 제주 어장을 거의 황폐화시켰고, 생산량이 줄어들자 전통적으로 제주 해역 및 한반도 육지부 남해안에서 조업을 해왔던 잠녀들은 경남뿐 아니라 한반도 북부로, 이어 중국 다롄(大連)과 칭다오(靑島), 일본 및 러시아 블라디보스토크 해안까지 조업을 나가지 않으면 안 되었다. 이러한 외부로의 조업 활동을 출가(出稼)라고 부르는데, 1910년 당시 2,500명이었던 잠녀 출가자는 1930년대에는 4천 명으로까지 늘어났다. 1929년 잠녀 출가 인원은 3,500명으로, 잠녀의 그 해 어획고는 50만 원가량으로 제주도 전체 작업 인원 7,300여 명의 어획고보다 두 배가량 많은 수치였다. 잠녀들의 출가가 절정에 이르렀던 1932년 당시 해녀조합에 등록된 제주 잠녀 총 8,862명 가운데 전체의 57%인 5,078명이 출가잠녀로 이는 일본(1,600명)이나 한반도 육지부(3,478명)보다도 더 많은 수치였다.
1919년 10월에 김태호(제주 조천리) 등 제주 유지들이 발기해 제주도해녀어업조합을 조직하였다. 1920년 4월 16일에 정식 발족한 이들 조합은 조합장으로 일본인 다나카 한지(田中半治), 이사로는 김근저(金根著, 이도리), 감사는 김홍익(金泓翊, 성내리), 홍순용(이도리), 김태호 등이 맡아 제주읍 삼도리에 본부를 두고 면마다 12개의 지부가 창설되었으며, 출가잠녀 보호를 위한 출장소도 부산과 목포, 여수에 세웠다. 제주 잠녀가 생산한 물건을 공동으로 팔게 하고 중개 및 자금 지원을 위해 5월 21일에는 조합원 총대회가 이틀간 개최되어, 3만 원의 자금을 식산은행 제주지점에서 대출받았다. 어로품은 조합의 부산출장소와 제주도내의 각 지부에서 공동경매로 붙이기로 하였고, 부산에 있던 조선해조주식회사를 인수해 공동판매를 조합이 직접 관할했다. 제주 일원의 잠녀 8,200명이 이 해녀조합에 가입하였고, 1921년에 9만 원이던 공동판매고는 22년에 19만 원, 23년에 22만 원, 24년에 30만 원으로 늘어나는 등 매출 급상승을 거듭하였다.

### 잠녀들의 수난
그러나 제주 잠녀들은 이러한 경제적 소득의 혜택을 제대로 누리지 못했을 뿐 아니라 때로는 혹독한 노동 환경 속에서 부당한 대우에 시달리기도 하였다. 제주 잠녀들은 4월에 출가해 9월까지 조업하였는데, 출가해 조업하는 과정에서 잠녀와 현지 어민들과의 충돌은 필연적이었다. 한반도 육지부에서는 1912년에 울산 어민들과 제주 출가잠녀 사이에 조업을 두고 충돌이 벌어졌고(울산소요사건) 이 사건 이후 제주 잠녀들은 현지의 어업조합에 가입하던지 아니면 출가 나가는 현지 어업조합에 입어료(入漁料)를 내야 조업할 수 있었다. 1923년부터 1924년까지는 경남지역 어업조합이 나서서 제주 잠녀의 입어(入漁)를 막았고, 기장에서는 폭행 사건도 일어났다. 1925년 2월에야 전남과 경남 당국간의 협상으로 '해녀의 입어에 관한 협정'이 체결되었는데, 조업을 위해 경상도 현지의 어업조합에 가입할 필요는 없게 되었지만 잠녀들은 생산물의 거의 절반을 일본인이 경영하는 해조회사에 팔아야 했고, 입어료도 5할 이상 인상되었으며 출가 입어도 부산, 동래, 울산 지방에 1,712명으로 한정되었다.
또한 잠녀들이 캐온 해조류는 객주(客主)에게 매매되었는데, 한반도 육지부 및 일본인 출신이 많았던 이들 객주들은 해마다 1월에서 2월 사이에 제주에 와서 출가잠녀를 모았고, 잠녀들이 캔 해산물을 후하게 사들일 것을 약속해놓고 출어를 위한 '준비자금' 명목으로 잠녀들에게 고리대로 전도자금을 빌려 쓰도록 한 뒤, 물품 대금까지 어업 기간이 끝나면 모두 지급한다며 바로 주지 않았다. 객주들로부터 받은 자금이 바닥나버린 잠녀들은 다시 객주에게 자금을 빌려 써야 했고, 좋든 싫든 자신이 캔 수확물을 모두 객주에게 팔아야 하는 처지가 되면서 객주에게 예속되다시피 한 지경이었다. 객주들은 또 일본인 자본가들로부터 자금을 지원받고 있어 이렇게 잠녀들이 캐온 것을 헐값에 사들여 일본인이 경영하는 해조회사에 팔아 넘겼던 것이다. 더구나 잠녀들이 타고 다니는 어선마다 거간꾼들이 돌아다니며 객주와 잠녀들 사이에서의 중개료 명목으로 거간료를 받아 챙겼다.
이러한 잠녀들의 어려움을 해결하고자 창설된 해녀조합이었지만 1920년대 중반부터는 일본인 제주도사가 해녀조합장을 겸임하게 되면서 어용화되었다. 조합 운영자들이 지정한 지정상인이 상권을 좌우했고, 잠녀들이 캐지도 않은 해산물을 '선구전제' 판매라는 이름으로 지정상인들에게 입찰시켜 최고 가격으로 입찰된 자에게 매수권을 인정해 지정판매권을 주는 방식을 잠녀들에게 강요하였다. 이때 대상 물건(즉 잠녀들이 캔 해산물)의 '지정 가격'은 시가의 절반 가격으로 낙찰되었고, 생산자인 잠녀들은 시가를 알아도 지정가격을 따라야 했을 뿐 아니라 그 남는 이윤마저도 해녀조합과 지정상인들에게 넘겨주어야 했다. 제대로 된 교육을 받을 기회가 없었던 여성들이 대부분이었던 잠녀들은 객주나 해녀조합으로부터 부당한 수수료나 선주들의 교제비까지 부담하면서 정작 받아야 할 배급물자를 선주에게 가로채였다. 이에 대한 불만이 잠녀항쟁의 주요한 원인이 되어 갔던 것이다.
어업조합의 비리와 관련해 1927년 5월 11일에 추자도에서는 어업조합 간부 김상진, 이사 황석희 등의 비리에 반발해 추자도 어민들이 '공동 판매 폐지하라', '조합장을 잡아내라'라는 구호를 외치며 어업조합으로 난입하기도 했다(추자도 예초리 어민항쟁).

### 사회주의와 계몽 운동 그리고 민족 교육
1920년대 초 제주에서 일제 당국은 1면 1교의 교육 정책으로 면마다 하나의 보통학교를 두었다. 이 보통학교에는 남자만이 입학할 수 있었을 뿐 아니라, 교육 내용 또한 황민화와 일본인화에 기본 방침을 둔 것이었다. 민립학교가 민족교육의 온상으로 몰려 탄압받던 상황에서 1920년대와 1930년대 제주의 민족운동은 야학(夜學)을 기반으로 이루어졌다. 문무현, 부대현, 김태륜 등 1930년대 초 일본의 노동 현장에서 돌아온 사회주의 운동가들은 농한기나 야간을 이용해 이루어지던 야학의 강사로써 마을 향사에서 한글, 산수를 가르치며 아울러 민족의식을 가르쳤다.
구좌면 하도리와 종말리, 우도리의 경우 지역 경제를 출가잠녀들의 수입에 의지하고 있었을 만큼 잠녀의 수가 많았는데, 야학에서 잠녀들은 농민독본, 노동독본 등의 계몽서를 배우고, 한글과 한문 뿐 아니라 저울 눈금 읽는 법도 배웠다. 이들 잠녀 가운데는 하도리 출신으로 잠녀항쟁을 주도한 잠녀 부춘화, 김옥련, 부덕량 등도 포함되어 있었다. 이들은 하도강습소(하도보통학교 야간부)의 제1기 졸업생으로 기록된다. 야학 뿐 아니라 개량서당 또한 민족교육의 산실 역할을 했는데, 잠녀항쟁의 또 다른 주역인 강관순, 신재홍 등도 우도의 개량서당 영명의숙(永明義塾)의 교사였다.
이러한 교육을 통해 식견이 높아지게 되면서, 자신들이 여지껏 당해온 부당한 착취 내용이나 일본 지배의 부당함을 알게 된 잠녀들의 분노는 폭발하였고, 봉기로 이어지게 된 것이다.

## 봉기 이후
일본은 제주에서 일어난 잠녀항쟁의 배후를 찾아 제주를 뒤졌고, 봉기 배후로써 지하조직 혁우동맹(革友同盟)을 찾아내 지목하고 신재홍(우도리) 등 제주도내의 항일 인사 34명을 잡아 가두었다. 신재홍은 혁우동맹을 통해 잠녀항쟁을 성공적으로 이끌어내는데 절대적 영향력을 끼친 것으로 주목받았다. 5월 2일에는 강창보(당시 31세, 용담리) 등이 투옥됐는데, 강창보는 투옥 4일만인 5월 6일에 제주경찰서를 탈출해 서귀포에 있던 이도백(가파리)의 집에 숨었고 강병희(당시 30세, 삼양리)가 그를 가마니에 싸서 화물처럼 꾸미고 일본 선박 후시키마루(伏木幻)에 태워 일본으로 피신시켰다(강병희는 이 일로 검거되어 징역 8월 복역).
이 달에 일본 오사카(大阪)에서는 제주 출신 조선인 한상호(일도리), 김성돈(한림리)이 제주해녀사건희생자구호협의회를 조직하였다. 또 추자도에서도 어민들이 집단으로 봉기했는데, 일본 어부들의 유자망 어업으로 연안 어족들이 고갈된 것에 따른 생존권 저항이었다. 김봉수(당시 35세, 영흥리), 박병석(당시 34세, 영흥리) 외 11명이 유죄 선고를 받아 복역하였다.
6월 5일, 신재홍 외 23명에게 유죄가 선고되었다.

## 관련 작품
- 현기영 《바람 타는 섬》 창작과비평사, 1989년 - 제주잠녀항쟁을 최초로 소설화하였다. 1990년 제5회 신동엽문학상 수상작.
- 채헌 《해녀들》 네오픽션, 2025년

## 같이 보기
- 고이화